# Marićit
Marićit ist ein sehr selten vorkommendes Mineral aus der Mineralklasse der „Phosphate, Arsenate und Vanadate“. Es kristallisiert im orthorhombischen Kristallsystem mit der chemischen Zusammensetzung NaFe[PO4] und ist damit chemisch gesehen ein Natrium-Eisen-Phosphat.
Marićit ist durchsichtig bis durchscheinend und findet sich meist in Form radialstrahliger oder nieriger Mineral-Aggregate. Nur selten bildet er grob ausgebildete Kristalle mit glasähnlichem Glanz auf den Oberflächen. In reiner Form ist Marićit farblos und durchsichtig. Durch Fremdbeimengungen kann er aber auch eine hellgraue bis hellbraune Farbe annehmen, wobei die Transparenz entsprechend abnimmt.

## Etymologie und Geschichte
Erstmals entdeckt wurde Marićit am Big Fish River im Bergbaurevier Dawson im kanadischen Territorium Yukon und beschrieben 1977 durch B. Darko Sturman, Joseph Anthony Mandarino und M. I. Corlett, die das Mineral nach dem kroatischen Mineralogen und früheren Professor für Mineralogie und Petrologie an der Universität Zagreb Luka Marić (1899–1979) benannten.
Typmaterial des Minerals wird im Mineralogisch-Petrographischen Museum der Universität Zagreb in Kroatien, im Royal Ontario Museum in Kanada (Katalog-Nr. M34241) und im National Museum of Natural History in Washington, D.C. in den USA (Katalog-Nr. 145745) aufbewahrt.

## Klassifikation
Bereits in der veralteten, aber teilweise noch gebräuchlichen 8. Auflage der Mineralsystematik nach Strunz gehörte der Marićit zur Mineralklasse der „Phosphate, Arsenate und Vanadate“ und dort zur Abteilung der „Wasserfreien Phosphate [PO4]3−, ohne fremde Anionen“, wo er zusammen mit Ferrisicklerit, Heterosit, Lithiophilit, Natrophilit, Purpurit, Sicklerit, Simferit, Triphylin die unbenannte Gruppe VII/A.02 bildete.
Die seit 2001 gültige und von der International Mineralogical Association (IMA) verwendete 9. Auflage der Strunz’schen Mineralsystematik ordnet den Marićit ebenfalls in die Abteilung der „Phosphate usw. ohne zusätzliche Anionen; ohne H2O“ ein. Diese ist allerdings weiter unterteilt nach der relativen Größe der beteiligten Kationen, so dass das Mineral entsprechend seiner Zusammensetzung in der Unterabteilung „Mit mittelgroßen und großen Kationen“ zu finden ist, wo es als einziges Mitglied die unbenannte Gruppe 8.AC.20 bildet.
Auch die vorwiegend im englischen Sprachraum gebräuchliche Systematik der Minerale nach Dana ordnet den Marićit in die Klasse der „Phosphate, Arsenate und Vanadate“ und dort in die Abteilung der „Wasserfreien Phosphate etc.“ ein. Hier ist er zusammen mit Buchwaldit in der unbenannten Gruppe 38.01.02 innerhalb der Unterabteilung „Wasserfreie Phosphate etc. A+B2+XO4“ zu finden.

## Bildung und Fundorte
An seiner Typlokalität Big Fish River bei Dawson trat Marićit in Form knolliger Aggregate in sideritischen Eisenerzen auf. Begleitminerale sind unter anderem Apatit, Ludlamit, Nahpoit, Pyrit, Quarz, Satterlyit, Vivianit, Wicksit und Wolfeit. Daneben fand man das Mineral in Kanada noch im ebenfalls nahe Dawson gelegenen Rapid Creek und Crosscut Creek.
In Deutschland konnte das Mineral bisher nur in der „Grube Sauberg“ bei Ehrenfriedersdorf in Sachsen gefunden werden.
Des Weiteren entdeckte man Marićit noch im Sahara-Meteoriten 03505 in Nordafrika, Ataxit-Meteorit HOW 88403 am Mount Howe in der Ostantarktis, im Cape York Meteoriten in Grönland, im Bishunpur LL3.1 Meteoriten im indischen Bundesstaat Uttar Pradesh.
Ein weiterer Fundort in Polen, genauer bei Michałkowa (Michelsdorf) nahe Walim (Wüstewaltersdorf) in der Woiwodschaft Niederschlesien, gilt bisher als fraglich, da der Fund nicht bestätigt wurde.

## Kristallstruktur
Marićit kristallisiert orthorhombisch in der Raumgruppe Pbnm (Raumgruppen-Nr. 62, Stellung 3) mit den Gitterparametern a = 5,04 Å; b = 8,99 Å und c = 6,86 Å sowie 4 Formeleinheiten pro Elementarzelle.